# メリッサ・ヘルナンデス
メリッサ・ヘルナンデス（Melissa Hernandez、1980年2月4日 - ）は、アメリカ合衆国・ニューヨーク州ニューヨーク市出身、プエルトリコ国籍の女子プロボクサーである。

## 来歴
減量のためゴールデングローブ2度優勝の兄を持つ親友を通じてボクシングを始めた。ボクシングを始める前は73kgあった体重もニューヨーク・ゴールデングローブにて63kg級で試合に出場するまで減らした。
その後、プエルトリコ初の世界チャンピオンアダ・ベレスと出会い、フロリダ州に拠点を同じプエルトリコ人のベリンダ・ララキュエントと練習を共にする。全国選手権・ゴールデングローブでタイトルを獲得した。
2005年プロ転向。10月26日、地元ニューヨークで中国人選手相手にデビュー。判定勝利。
2006年6月15日、4戦目にして初の世界挑戦。ケルシー・ジェフリーズが持つIFBA世界フェザー級王座に挑むが引き分け。
11月4日、カナダでリサ・ブラウンとのWIBA世界ライトフェザー級王座決定戦に挑み、3-0判定で初タイトル獲得。
2007年2月14日、レイラ・マッカーターが持つGBU女子世界ライト級王座に挑戦。この試合は12回戦で行われたが、8回RTDによりプロ初敗北となった。
4月27日、マッカーターとのダイレクトリマッチを2-0で制してGBU王座獲得そして2階級制覇を達成。なお、この試合は8回戦で行われた。
その後、王座返上。
2008年2月7日、チーベル・ホールバックとのIFBA世界ライト級王座決定戦に挑むが引き分け。
6月7日、エリッサ・フィオレンティーノをTKOで退け、9月5日、エラ・ヌネスとのWIBA世界スーパーフェザー級王座決定戦に挑み、3-0判定で3階級制覇達成。
その後はノンタイトル3戦戦い、いずれも勝利。
だが、2010年6月5日、リンゼイ・ガーバットにまさかの0-2判定負けプロ2敗目。それと同時に保持していたWIBA王座も剥奪。
8月14日、ビクトリア・シスネロスに判定勝利で、WIBAライト級暫定王座獲得。
2011年12月16日、エリカ・ファリアスが持つWBC女子世界ライト級王座に挑戦するが、判定で敗れる。
2012年9月14日、ジェレーナ・ムルジェノビッチが持つWBC女子世界フェザー級王座王座に挑戦し、判定で王座獲得。
2013年5月31日、ジェレーナ・ムルジェノビッチとのダイレクトリマッチで敗れWBC王座陥落。

## 獲得タイトル
- WIBAライトフェザー級王座
- GBU女子ライト級王座
- WIBAスーパーフェザー級王座
- WIBAライト級暫定王座
- WBC女子世界フェザー級王座